# 69特种部队
69特种部队（直译：「69突击队」；别称：Very Able Troop 69；简称：VAT69），是马来西亚皇家警察部属的快速打击犯罪部队（Strike Force）。1960年代末成立之初时，并沒有固定的名字，直到1970年代两个名称都受官方认可，其名称中的“69”即代表组建于1969年。是隶属特别行动指挥部的一支准军事特种部队。

## 发展历史
1969年，由马来西亚时任内政和国内安全部长依斯迈·阿都拉曼提议建立一支特警队，以应对国内时有发生的暴乱，于是在同年10月从马来西亚皇家警察部队战场分部的1600人中挑选出60人，并从英国特種空勤團中聘请一部分教官对这些队员进行基础突击训练。训练结束后对这60人进行考核，最终挑选出30名考核合格者，参照英国陸軍第22特種空勤团的组织结构组建成了第69突击队。
成立的目的是要训练出一支专责森林野战的部队，以应付当时马来亚共产党成立的马来亚人民解放军的威胁。当时马来西亚政府采用"游击战制游击战"的方式，来围剿马共，这种战术非常奏效，69突击队进入森林中追击马来西亚民族解放军，最终成功瓦解马共，写下战绩辉煌的一面。

## 概要
69特种部队是一支营级部队，总部设在乌鲁吉打的军事基地，作为小规模战术部队专门负责应对马来西亚国内暴乱分子的行动。其可在陆地、空中及海上开展全方位的特种行动作战，特别擅长丛林战和深度侦察行动，主要任务包括执行特种行动、反恐行动、反暴乱行动、人质营救、近距离保护和支援马来西亚其他特种部队等。69特种部队共有人数大约900人。是马来西亚皇家警察部队两个主要的反恐部队之一。另一支是特种作战部队(UTK)。

### 重组
1997年10月20日，在首相马哈迪·莫哈末和全国总警长拉欣诺的领导下，马来西亚皇家警察部队对第69突击队和特种作战部队分别进行重组，并将这两个部队重组之后整合并入一支新的部队，命名为特种作战指挥团。在整合进特种作战指挥团之后，第69突击队和特种作战部队分别被给予了新的命名，其中特种作战部队被命名为A分遣队，第69突击队命名为B分遣队。尽管第69突击队和特种作战部队现在都是在特种作战指挥团的指挥之下，但这两支部队在本质上仍是两支独立的部队，分别在两种不同环境下执行各自的任务，因此虽然被给予了新的命名，但大部分情况下仍然被称为第69突击队和特种作战部队。

### 任务范围
由于任务范围十分广泛，因此为了在各种行动中游刃有余，特种作战指挥团队员的训练包含执行特种作战所需要的方方面面，其中最重要的包括渗透技能、战斗技能、情报收集技能、特种任务技能等。渗透技能主要包括高空投下低空开伞及高空投下高空开伞，快速绳降，直升机伞降，战斗潜水等；战斗技能主要包括近距离战斗，反暴乱，非传统战斗，目标破坏及摧毁，重要人员近距离保护，以车辆为媒介进行突击，以跆拳道、空手道等为主的近身格斗，使用冷兵器战斗，神射手技能，陷阱排除，水下破坏等；情报收集技能主要包括情报收集，反情报收集，特种侦察，远距离战斗巡逻等；特种任务技能主要包括反飞机劫持，制止汽车前进，战斗搜寻和营救，爆炸物处置，追踪逃亡者，危险品处置，逮捕武装人员和危险目标，人质营救，警犬训练，专业狙击行动，（需要专业破门设备的）堡垒要塞突击，（飞机、火车、公共汽车等）管状区域突击以及外国语言的学习等。

## 徽章意义
其徽章采用黑红黄三色，其上带有标枪和两把弯曲的短剑图案，其中黑色象征其行动的高度机密性，红色代表队员们英勇的气度，黃色象征对国王和国家的忠诚，标枪是马来西亚勇士所使用的一种传统武器，代表勇敢、果断，弯曲的短剑代表行动的高度隐蔽性和效率。

## 已知裝備

### 個人武器

#### 手槍
- 格洛克17
- 格洛克18
- 格洛克26
- 格洛克34
- M1911A1
- HK USP9
- STI 5.0 Tactical

#### 衝鋒槍
- HK MP5系列
- HK MP7A1
- HK UMP系列

#### 突擊步槍
- 斯泰爾AUG
- FN SCAR H
- HK416
- HK G36C
- SOAR
- M4A1

#### 狙擊步槍
- 精密國際AW
- HK PSG1
- 巴雷特M82A1
- 雷明登700

#### 散彈槍
- 弗蘭基SPAS-12
- 伯奈利M3
- 雷明登870
- 雷明登1100

#### 榴彈發射器
- M79
- M203

##### 輕機槍／通用機槍
- FN Minimi
- M60

### 個人裝備
- 胡椒噴霧
- 警棍：T字型
- 束線帶
- 手銬
- 電擊棒
- 格洛克刺刀
- 閃光彈
- 煙霧彈
- 急救包
- 防毒面具
- 夜視儀
- 戰術背心
- 戰術頭盔
- 防彈盾